# 岡山県道239号上芳賀大窪線
岡山県道239号上芳賀大窪線（おかやまけんどう239ごう かみはがおおくぼせん）は、岡山県岡山市北区を通る一般県道である。

## 概要
岡山市北区芳賀（上芳賀地区）から岡山市北区大窪を結ぶ。
上芳賀丘陵地に造成された住宅地「芳賀佐山団地」ならびに「集合県営住宅」に直結する岡山市北区一宮地区馬屋下小学区を縦貫する主要生活道路である。同様にこれら住宅地に直結する岡山県道238号上芳賀岡山線と並んで同地区住人の重要な生活幹線としての役割を担っている。

### 路線データ
- 起点：岡山県岡山市北区芳賀（岡山県道72号岡山賀陽線支線交点、岡山県道238号上芳賀岡山線起点）
- 終点：岡山県岡山市北区大窪（岡山県道61号妹尾御津線交点）
- 総延長：約3 km

## 路線状況

### 路線バス
- 中鉄バス 天満屋バスステーション発中川橋大窪経由芳賀佐山団地線

このバスは、終点まで到着後、折り返し運転したり、平津橋経由の天満屋バスステーション行きになるものがある。

### 道路施設

#### 橋梁
- 松尾橋（中川、岡山市北区）

## 地理

### 通過する自治体
- 岡山市（北区）

### 交差する道路
| 交差する道路                                            | 交差する場所 | 交差する場所 |
| ------------------------------------------------------- | ------------ | ------------ |
| 岡山県道72号岡山賀陽線 / 支線 岡山県道238号上芳賀岡山線 | 芳賀         | 起点         |
| 岡山県道61号妹尾御津線                                  | 大窪         | 終点         |

### 周辺
- 市川喜佐衛門（通称「ヤコボ（ディエゴ）喜斎」日本二十六聖人の一人）墓碑
- 岡山市立馬屋下小学校
- 馬屋下・桃丘地区マスカット温室郡
- 馬屋下・桃丘地区桃果畑郡
- 宗形神社（宗像大社支宮・現在無人）